# Страхов В'ячеслав Васильович
Страхов В'ячеслав Васильович (13 січня 1950) — радянський стрибун у воду.
Учасник Олімпійських Ігор 1972, 1976 років. Бронзовий медаліст Чемпіонату світу з водних видів спорту 1975 року в стрибках з триметрового трампліна.